# Alicja Buławka-Fankidejska
Alicja Buławka-Fankidejska (ur. 17 lutego 1983 w Starogardzie Gdańskim) – polska artystka, ceramik, rzeźbiarka zawodowo związana z Akademią Sztuk Pięknych w Gdańsku

## Biografia
Alicja Buławka-Fankidejska ukończyła Państwowe Liceum Sztuk Plastycznych w Gdyni-Orłowie w 2003 roku.
. Następnie ukończyła studia na Wydziale Rzeźby Akademii Sztuk Pięknych w Gdańsk (2005-2010). Od 2013 roku Alicja Buławka-Fankidejska pracuje jako asystentka w Pracowni Ceramiki Artystycznej na Wydziale Rzeźby i Intermediów Akademii Sztuk Pięknych w Gdańsku

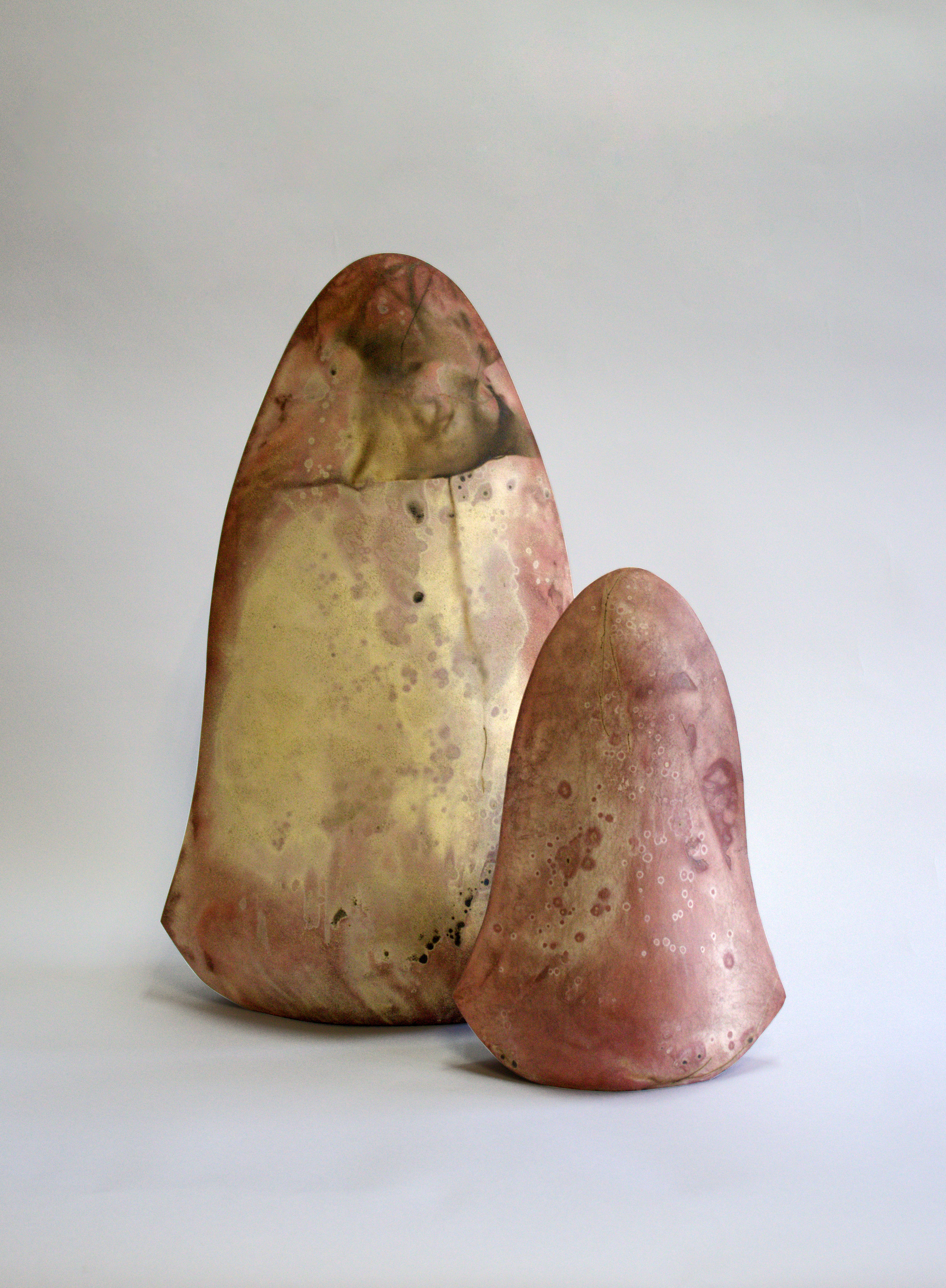
"Into the wild," 2015, Alicja Buławka - Fankidejska, kamionka, saggar

## Praca
Zajmuje się głównie ceramiką artystyczną, eksplorując alternatywne metody wypału. Fascynuje ją eksperymentalne podejście do działań twórczych związanych z ceramiką oraz oddziaływanie na różne zmysły poprzez swoją sztukę. Wraz z Akademią Sztuk Pięknych w Gdańsku organizuje i prowadzi plener "Ceramika Alternatywnie".

## Wybrane dzieła sztuki
- 2015 - "Into the Wild"[5]
- 2018 - "Naked"[6]

## Ważne wystawy
- Cluj International Ceramics Biennale (2013, 2015)[7][8]
- Best of 2015 at Cluj International Ceramics Biennale[5]
- Gdansk Art Biennale (2016, 2020)[9][10]
- „Ceramique 45” Chateau de Saint Jean le Blanc France (2019)[11]
- Concurs de Ceramica de l’ Alcora in Spain(2019)[12]
- III Latvia Ceramics Biennale. Martinsons Award (2021)[6]

## Nagrody
- 2013 – Distinction  w Cluj International Ceramics Biennale[7]
- 2015 – Award of Excellence w Cluj International Ceramics Biennale[8]
- 2015 – Nagroda Rektora  Akademii Sztuk Pięknych w Gdańsku[13]

## Inna działalność
W latach 2014–2018 Alicja Buławka-Fankidejska, wraz z mężem Dmitrijem Buławką-Fankidejskim, stworzyła ceramiczne i aluminiowe obiekty na elewacjach budynków przy ulicach: Ogarnej, Szerokiej, Rybackie Pobrzeże i Świętojańskiej w Gdańsku. Była to część większego projektu pod nazwą "Gdańskie Fasady OdNowa" koordynowanego przez Urząd Miasta Gdańska i Fundację "Urban Forms" z (Łodzi), który skupiał się na odnowieniu elewacji budynków na obszarze Głównego Miasta w Gdańsku. W 2020 roku Alicja Buławka-Fankidejska pełniła funkcję kuratorki wystawy "Hanna Żuławska (1908-1988). Malarstwo. Ceramika." w Bydgoskim Centrum Sztuki.